# Podvis Col
Der Podvis Col (englisch, bulgarisch седловина Подвис sedlowina Podwis) ist ein vereister und 1494 m hoher Bergsattel an der Davis-Küste des Grahamlands auf der Antarktischen Halbinsel. Er erstreckt sich über eine Länge von 1,6 km zwischen dem Korten Ridge im Nordwesten und dem Detroit-Plateau im Südosten. Der Sabine-Gletscher liegt nördlich und der Temple-Gletscher südwestlich von ihm.
Deutsche und britische Wissenschaftler kartierten ihn 1996 gemeinsam. Die bulgarische Kommission für Antarktische Geographische Namen benannte ihn 2010 nach der Ortschaft Podwis im Südosten Bulgariens.